# پنفیلد (پنسیلوانیا)
پنفیلد (به انگلیسی: Penfield) یک منطقهٔ مسکونی در ایالات متحده آمریکا است که در پنسیلوانیا واقع شده‌است. پنفیلد ۳۷۷٫۰۴ متر بالاتر از سطح دریا واقع شده‌است.